# NGC 6619
NGC 6619 is een elliptisch sterrenstelsel in het sterrenbeeld Hercules. Het hemelobject werd op 6 juni 1864 ontdekt door de Duitse astronoom Albert Marth.

## Synoniemen
- UGC 11200
- MCG 4-43-25
- ZWG 142.39
- PGC 61721